# Erőpróba (könyv)
Az Erőpróba egy 1978-as tudományos-fantasztikus regény, amelyet Alan Dean Foster írt a Csillagok háborúja (1977) című film folytatásaként. 
Eredetileg 1978-ban adta ki a Del Rey, a Ballantine Books részlege, a könyvet azzal a szándékkal írták, hogy a Star Wars kis költségvetésű folytatásaként adaptálják arra az esetre, ha az eredeti film nem lenne elég sikeres ahhoz, hogy finanszírozza a nagy költségvetésű folytatást.
Az Erőpróba volt az első Csillagok háborúja regény eredeti történettel, amely az eredeti film megjelenése után jelent meg, és ezért a Star Wars újság képregénye és a Marvel 1977-es képregénysorozata mellett a Star Wars kezdetét jelenti.
A történet középpontjában Luke Skywalker és Leia hercegnő áll, akik együtt járnak Mimban világába, ahol találkoznak a helyiekkel, és megküzdenek a gonosz Galaktikus Birodalom erőivel, köztük Darth Vaderrel.

## Magyarul
- Alan Dean Foster: Erőpróba. Star wars. A Csillagok háborúja elveszett fejezete; ford. Gálvölgyi Judit; Valhalla Páholy, Bp., 1992